# Escudo de Puerto de la Cruz

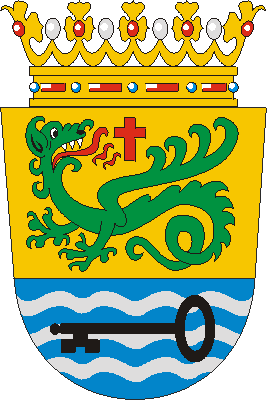
Escudo herádico de Puerto de La Cruz

El actual escudo de Puerto de la Cruz fue aprobado por el Decreto 1757/1964 del Consejo de Ministros el 4 de junio de 1964. Posee la siguiente descripción heráldica:
De oro, dragón de sinople, linguado de gules, superado de cruz latina de gules. Campaña de azur con tres fajas ondeadas de plata, cargadas de una llave de sable. Al timbre, corona real abierta.
El dragón representa al que, según la mitología, guardaba las manzanas de oro del Jardín de las Hespérides, al que algunos han querido identificar con el Valle de la Orotava, en el que se ubica el municipio. La cruz alude al nombre de la ciudad, las ondas a su proyección marinera, y la llave, al hecho de haber sido durante mucho tiempo la puerta del comercio de Tenerife con América.

## Escudo heráldico anterior a 1964
Anteriormente, el municipio usaba un escudo parecido, pero menos correcto desde el punto de vista heráldico. El dragón aparecía sobre una especie de esfera y entre unas rocas, y el escudo tenía una bordura con la inscripción "Con esta señal vencerás", traducción del "Hoc Signo Vinces" que según la tradición vio el emperador Constantino cuando se le apareció la Santa Cruz que da nombre al municipio. Además, unas hojas y racimos de vid orlaban el conjunto.